# Severomorsk

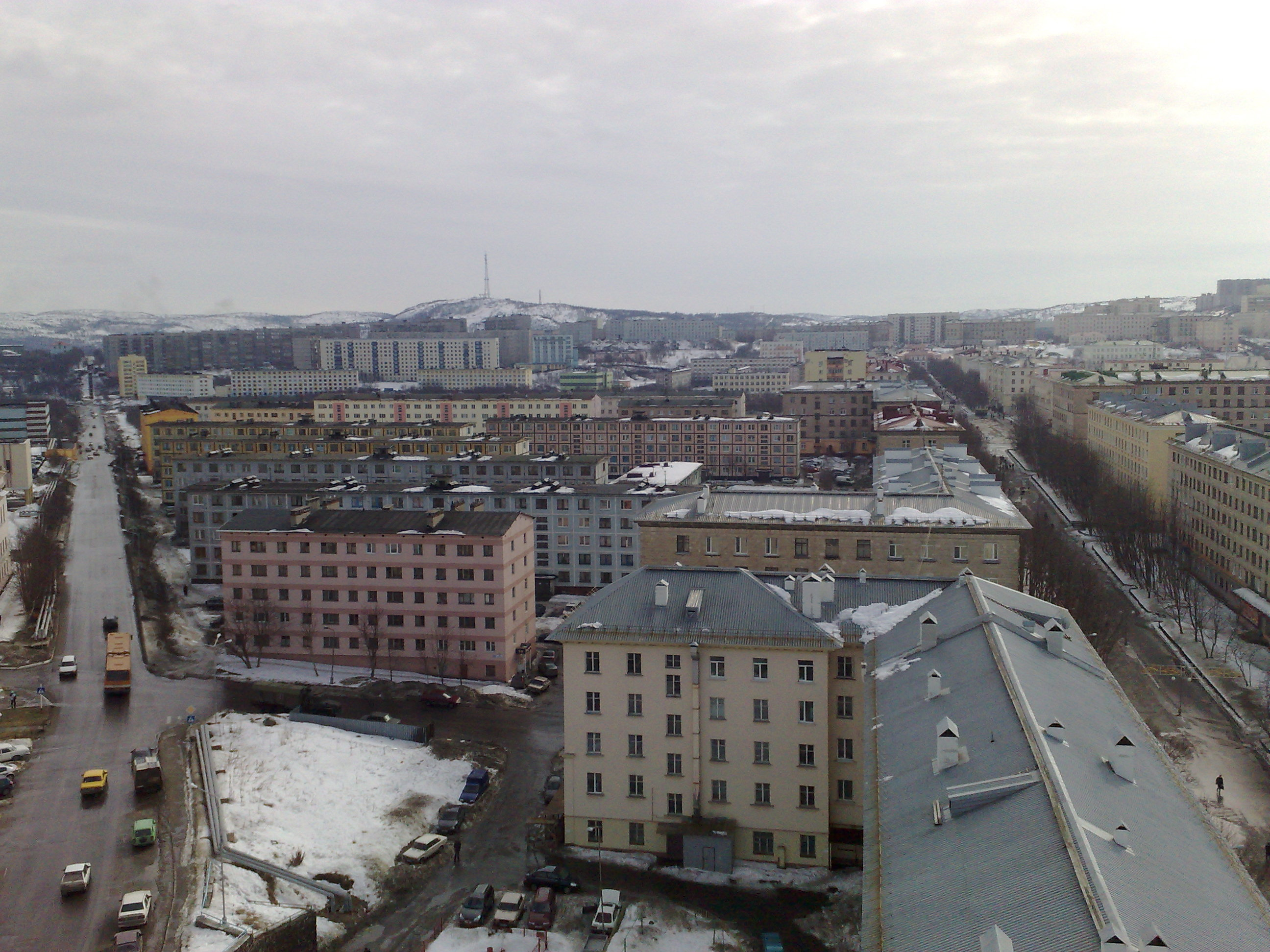
Zicht op de stad

Severomorsk (Russisch: Североморск) is een gesloten stad in oblast Moermansk op het schiereiland Kola in het uiterste noorden van Europees Rusland. Ze ligt op ongeveer 20 kilometer ten noordoosten van de stad Moermansk, dicht bij de Barentszzee. Ze heeft ongeveer 50.000 inwoners (in 2010).
Severomorsk is een belangrijke basis van de Noordelijke Vloot van de Russische Marine. Ten zuiden van de stad ligt ook een militair vliegveld.
Langs de autoweg R-21 is Severomorsk te bereiken vanuit Sint-Petersburg.
Bestuurlijk centrum: Moermansk

Apatity · Gadziejevo · Kandalaksja · Kirovsk · Kola · Kovdor · Montsjegorsk · Olenogorsk · Ostrovnoj · Poljarny · Poljarnye Zory · Severomorsk · Snezjnogorsk · Zaozjorsk · Zapoljarny